# Aeropuerto Moulay Ali Cherif
El aeropuerto Moulay Ali Cherif (en árabe: مطار مولاي علي الشريف) (IATA: ERH, OACI: GMFK) es un aeropuerto que da servicio a Errachidia (Er-Rachidia),[1] una ciudad de la región de Drâa-Tafilalet, en Marruecos.

## Instalaciones
El aeropuerto se encuentra a una altitud de 1.045 m sobre el nivel del mar. Tiene una pista de aterrizaje designada 13/31 con una superficie de asfalto que mide 3.200 por 45 metros (10.499 pies × 148 pies)[1]. 

## Aerolíneas y destinos

### Destinos nacionales
| Ciudades   | Aeropuerto                          | Aerolíneas      |
| Marruecos  | Marruecos                           | Marruecos       |
| ---------- | ----------------------------------- | --------------- |
| Casablanca | Aeropuerto Internacional Mohammed V | Royal Air Maroc |
| Marrakech  | Aeropuerto de Marrakech             | Ryanair         |
| Rabat      | Aeropuerto de Rabat-Salé            | Royal Air Maroc |

### Destinos internacionales
| Ciudades por países | Nombre del aeropuerto    | Aerolíneas             |
| Europa              | Europa                   | Europa                 |
| ------------------- | ------------------------ | ---------------------- |
| Francia             |                          |                        |
| París               | Aeropuerto de París-Orly | Transavia (Estacional) |